# Cytat

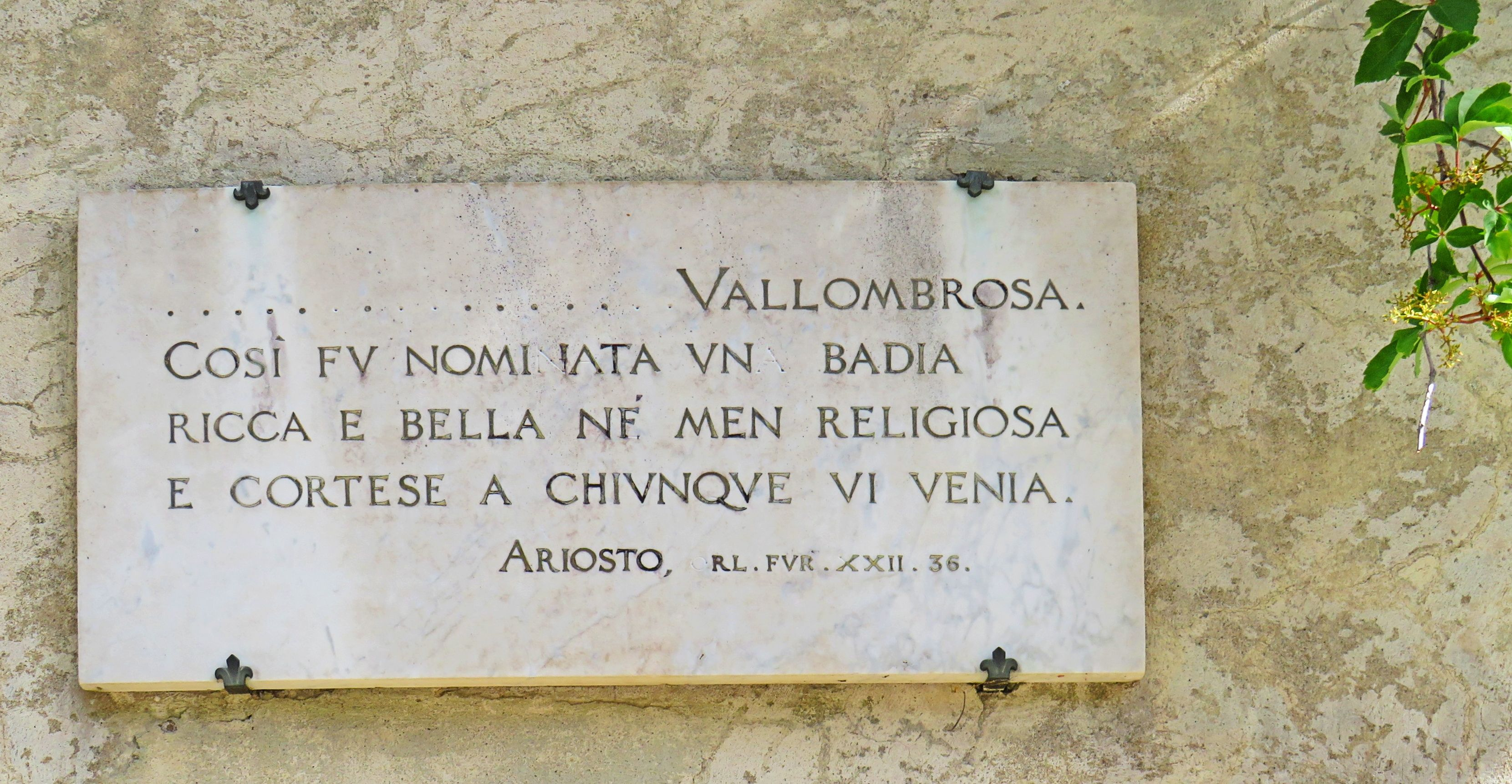
Cytat z Ludovica Ariosta wykuty w marmurze

Cytat, cytata (łac. citatio, niem. Zitat) – dosłowne przytoczenie cudzych słów. Cytat w literaturze jest formą ekspresji artystycznej. Może mieć charakter jawny, w postaci wyraźnie wyróżnionego tekstu, lub niejawny, stanowiąc rodzaj aluzji.

## Cytat jako forma przekazu artystycznego
Mechanizm cytatu polega na nakładaniu się dwóch znaczeń zdania: w jego pierwotnym użyciu i w nowym kontekście. Dla posługującego się nim staje się przysłowiem, utrwalonym zwrotem, podparciem wcześniejszej myśli. Cytat często używany jest dla osiągnięcia efektu komicznego czy ironicznego.
Cytat stosowany jest na dwa sposoby: w niezmienionej postaci, ale w nowych realiach, albo w sparafrazowanej formie. Obydwa powodują nadanie mu nowego znaczenia.
Posługiwanie się cytatem wymaga wspólnoty kulturowej. Nie spełnia on wówczas swej roli, jeśli czytelnik czy widz nie zna źródła literackiego, do którego autor zrobił aluzję, czy cytat jest dla niego nierozpoznawalny. Podobna sytuacja ma miejsce wtedy, gdy odbiorca jest cudzoziemcem czy przedstawicielem innego kręgu kulturowego, w którym cytat nie funkcjonuje. Rozwiązaniem w takiej sytuacji może być komentarz zawarty w przypisie, odsyłający do pierwotnego tekstu. Jednak w przypadku intencji uzyskania efektu humorystycznego cytat nie spełnia wówczas swej funkcji, żart wymaga bowiem natychmiastowości zestawienia, a ponadto traci, gdy próbuje się go wyjaśniać. W przypadku cytatów niemających charakteru zabawowego rozwiązaniem jest przybliżenie go przez użycie wyrażenia: jak powiedział... Ponadto mało znany cytat może być zastępowany podobnym, bardziej popularnym.
Posługiwanie się cytatem ma związek z wolnością słowa. Kiedy cenzura ogranicza swobodę wypowiedzi autora, język przenośni jest środkiem wyrażania własnych przekonań społecznych, politycznych, krytyki, ukrytej kpiny. Przenika wówczas zwłaszcza do tekstów kabaretu politycznego.

## Cytat naukowy

### Funkcja
Cytowanie w pracach naukowych jest niezbędnym ich elementem. Publikacje naukowe opisujące oryginalne, nowe badania muszą mieć część wstępną, która umiejscawia te badania na „mapie nauki”, poprzez liczne odniesienia do wcześniejszych prac na zbliżony temat i dowodzą sensu i oryginalności opisywanych badań. Ponadto w ramach pracy naukowej wykorzystuje się zwykle dokonania innych badaczy, np. rozwinięte przez nich techniki badawcze i zacytowanie ich dokonań jest formą okazania im wdzięczności.
Istnieją też publikacje przeglądowe, które w zasadzie składają się niemal wyłącznie z samych cytatów (ściślej – cytowań). Ich użyteczność wynika z faktu zebrania w jednym miejscu najważniejszych informacji, co umożliwia przyjrzenie się określonemu fragmentowi wiedzy w sposób syntetyczny oraz oszczędza czas w dotarciu do tych informacji innym badaczom.
Cytowanie w pracach naukowych jest pożądane przez autorów cytowanych prac, gdyż liczba cytowań jest podstawową formą oceny znaczenia i wartości prowadzonych badań. Im praca jest częściej cytowana przez innych badaczy, tym jej znaczenie dla rozwoju nauki rośnie. W naukowych bazach danych gromadzone są szczegółowe zbiory cytowań, na podstawie których oblicza się tzw. Impact factor lub wskaźnik Hirscha, stanowiące ilościową ocenę wartości prowadzonych badań i produktywności poszczególnych naukowców.

### Zasady cytowania
Zasady cytowania w pracach naukowych są dość ściśle określone. Przede wszystkim obowiązują nie do końca zdefiniowane normy obyczajowe, które obejmują:
- maksymalną dopuszczalną długość cytatu, która zazwyczaj wynosi pół strony standardowego maszynopisu,
- unikanie cytowania „piętrowego”, tj. odnoszenia się do prac, w których nie ma cytowanych danych, lecz jest tylko cytat do kolejnej pracy, w której są te dane,
- rzetelność – nieprzeinaczanie danych lub sensu wniosków z cytowanej pracy,
- zakaz cytowania selektywnego – tzn. pomijania prac, w których są podane informacje stojące w sprzeczności ze stawianą tezą,
- zakaz cytowania niejawnego – podawania cudzych wyników jako swoje własne,
- ostrożne autocytowanie – cytowanie własnych prac tylko wtedy, kiedy jest to uzasadnione.

Oprócz norm zwyczajowych większość wydawnictw naukowych posiada swoje formalne kryteria poprawności cytowania i formatowania przypisów, których naruszenie powoduje odrzucenie pracy już na wstępnym etapie recenzowania.
W naukach humanistycznych i filozoficznych dosłownie cytuje się wtedy, gdy kompozycja tekstu ma znaczenie dla interpretacji logicznej lub w odbiorze artystycznym utworu. Przykładowo dosłownie cytuje się definicje lub zdania, w których z kompozycji tekstu próbuje się odczytać i zinterpretować sens znaczeniowy. W naukach przyrodniczych cytowane są przede wszystkim fakty, dane, hipotezy, których znaczenie nie zmienia się wraz ze zmianą kompozycji stylistycznej czy gramatycznej. Te formy cytowania zaznaczane są przypisami, odnośnikami lub nazwiskiem autora.
Cytować można nie tylko dane zawarte w postaci tekstu, ale także zawarte w formie wykresu, schematu, rysunku czy tabeli. W publikacjach naukowych i technicznych cytaty powinny być zawsze jawne i z dokładnym wskazaniem źródła w formie przypisu. Pełne dane bibliograficzne cytowanej pracy są zawarte w pracy w formie przypisu dolnego lub zestawienia na końcu pracy. Cytaty niejawne w publikacjach naukowych i technicznych są uważane za plagiat.

### Formy
Formy cytowania naukowego wynikają z różnorodnych tradycji oraz komunikatywności i oszczędności miejsca. Poszczególne wydawnictwa i czasopisma zalecają czasem różniące się w szczegółach instrukcje. W naukach humanistycznych stosuje się najczęściej przypis tradycyjny: cytowany fragment (w cudzysłowie lub bez, czyli w formie dosłownej lub mniej lub bardziej sparafrazowanej) oznaczony jest cyfrą lub innym znakiem z indeksem górnym, a opis bibliograficzny znajduje się na dole strony. W naukach humanistycznych często podaje się także numer strony lub nawet wiersza.
W naukach przyrodniczych, gdzie zazwyczaj cytuje się krótkie publikacje w czasopismach oraz cytuje się dane, a nie konkretne zdania i kompozycję słowną, w przypisach bibliograficznych podaje się zazwyczaj tylko całą publikację, bez wyszczególnienia strony, z której pochodzi cytat. W niektórych czasopismach w bibliografii podaje się tylko nazwisko autora, tytuł czasopisma, tom i strony publikacji (pierwszą i ostatnią), pomijając sam tytuł artykułu. W ten sposób oszczędza się miejsca, a jednocześnie zachowuje możliwość łatwego odszukania cytowanej pracy.
W naukach przyrodniczych zamiast przypisu tradycyjnego, stosuje się cytowanie w tekście (tak zwany przypis w systemie harwardzkim), gdzie za cytowanym fragmentem (najczęściej bez cudzysłowu, a więc w formie sparafrazowanej) pojawiają się nazwisko i rok publikacji, np. (Kowalski 2007). Natomiast na końcu publikacji umieszcza się zestawienie cytowanego piśmiennictwa w kolejności alfabetycznej i pełnymi danymi bibliograficznymi (nazwiska i inicjały autora lub autorów, rok publikacji, tytuł artykułu, skrócony tytuł czasopisma, tom oraz strony publikacji). Jeszcze oszczędniejszy jest sposób cytowania za pomocą odnośników, gdzie zamiast nazwiska autora i roku umieszcza się numer publikacji (np. [3]) w kolejności pojawiania się w tekście artykułu lub w kolejności zestawienia bibliografii na końcu pracy.